# James Gunn (Politiker, 1843)

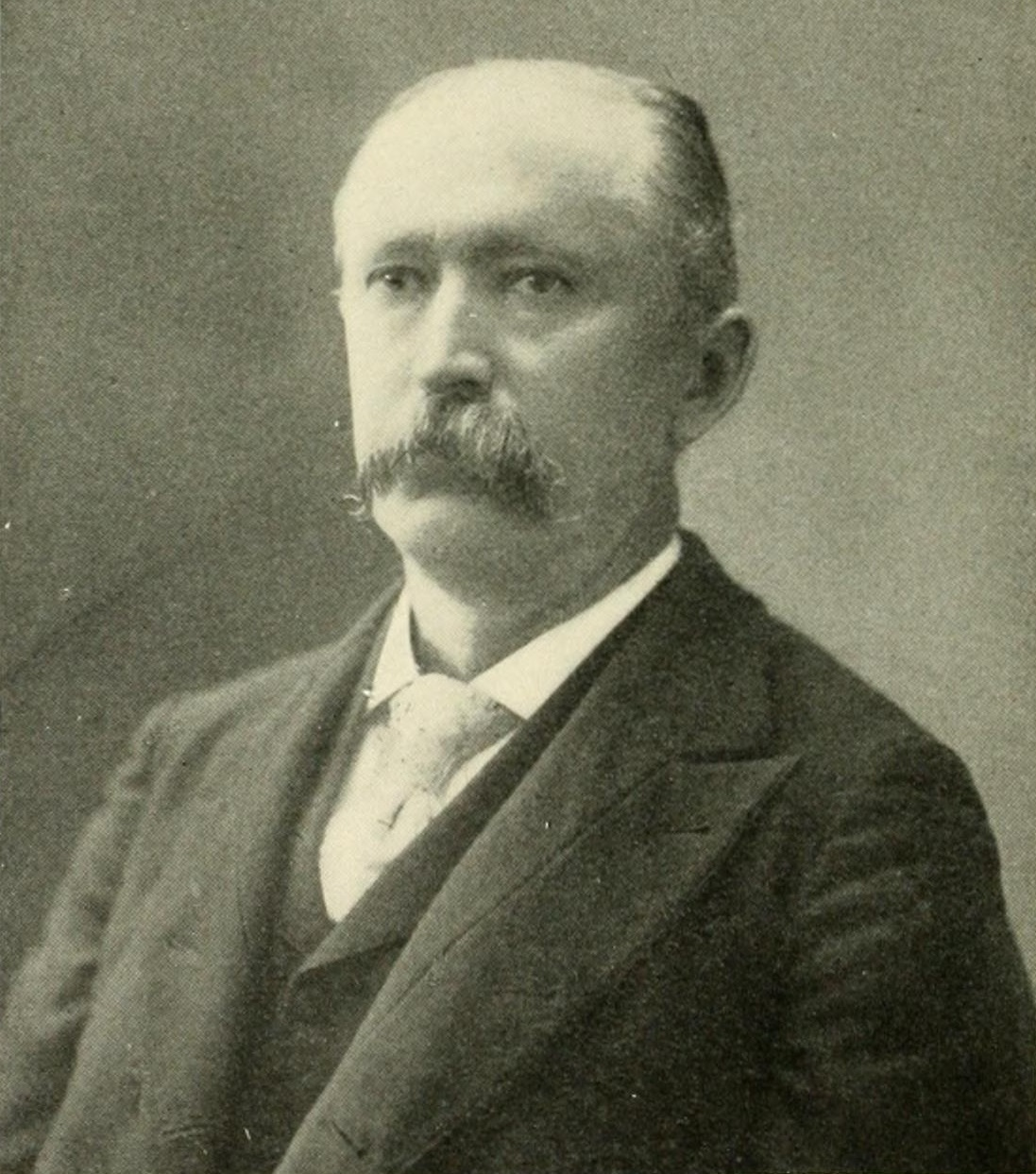
James Gunn (1899)

James Gunn (* 6. März 1843 im County Fermanagh, Irland; † 5. November 1911 in Boise, Idaho) war ein US-amerikanischer Politiker. Zwischen 1897 und 1899 vertrat er den Bundesstaat Idaho im US-Repräsentantenhaus.

## Frühe Jahre und Aufstieg
Noch im Kindesalter verließ James Gunn mit seinen Eltern Irland. Die Familie ließ sich in Wisconsin nieder, wo James die öffentlichen Schulen besuchte. Danach studierte er an der Notre Dame Academy in Indiana, worauf er für einige Zeit als Lehrer arbeitete und Jura studierte, ohne aber jemals als Jurist zu arbeiten. Während des Bürgerkriegs diente Gunn ab 1862 in der Armee der Union, in der er es bis zum Hauptmann brachte. 1866 zog er in das Colorado-Territorium, wo er neun Jahre blieb. In dieser Zeit war er drei Jahre lang Bürgermeister der Stadt Georgetown. Im Jahr 1875 zog er nach Virginia City in Nevada. Über Kalifornien gelangte James Gunn im Jahr 1881 in das Idaho-Territorium.

## Politische Laufbahn
James Gunn wurde Mitglied der Populist Party, die Ende des 19. Jahrhunderts für einige Jahrzehnte bestand und später mit der Demokratischen Partei fusionierte. Er war 1890 Mitglied des ersten Senats von Idaho sowie Delegierter seines Staates auf dem Trans-Mississippi-Kongress in Denver. Zwischen 1892 und 1897 gab er die Zeitung „Boise Sentinel“ heraus.
In den Jahren 1892 und 1894 kandidierte James Gunn jeweils erfolglos für das US-Repräsentantenhaus. Bei den Kongresswahlen des Jahres 1896 wurde er dann in diese Parlamentskammer gewählt, wo er am 4. März 1897 Edgar Wilson ablöste. Gunn konnte aber nur eine Legislaturperiode im Kongress absolvieren. Bei den nächsten Wahlen im Jahr 1898 unterlag er Wilson, der damit seinen alten Sitz zurückeroberte.
Nach dem Ende seiner Zeit im Kongress zog sich James Gunn aus der Politik zurück. Zwischen 1901 und 1903 leitete er noch ein Soldatenheim (Idaho Soldier’s Home).